# Santiago Ventana
Santiago Ventana (San Isidro, Buenos Aires, 8 de agosto de 1988) es un piloto argentino de automovilismo de velocidad. Es papá de Delfina Ventana (16/04/2023) junto a su pareja Virginia Vidal. Se caracterizó por correr mayoritariamente en el TC 2000, categoría en la que debutó en el año 2006 y donde llegaría en el año 2010 a formar parte del equipo oficial de la filial de Honda. Compitió también en las categorías nacionales Fórmula Renault Argentina y Copa Mégane.
En 2011, compitió únicamente en la Clase 3 del Turismo Nacional a bordo de un Peugeot 307, en la escudería Vittal G Racing.
Para el año 2012, fue confirmada su presencia en la categoría Top Race Series V6, para competir con un Ford Mondeo III del equipo Schick Racing, sin embargo ante la provisoria salida de Norberto Fontana fue ascendido al TRV6, donde también tripulara una unidad de la misma marca y modelo, pero de características más avanzadas.

## Biografía
Iniciado en la categoría karting en su provincia, Santiago Ventana debutó en 2005 en la Fórmula Renault Argentina, categoría que desempeñó hasta 2006. Precisamente en 2006 tendría su primer contacto con un automóvil de turismo al participar en la Copa Mégane conjuntamente con la Fórmula Renault. El desarrollo de dos categorías en simultáneo le brindaría la experiencia necesaria para ser tenido en cuenta al año siguiente, para su participación en el TC 2000.
A finales del año 2006 debutaría finalmente en el TC 2000, siendo confirmado en una de las butacas del equipo semioficial de la marca Ford, DP-1 Team. En este equipo, Ventana conformaría equipo con los pilotos Luis José Di Palma y Alejandro González, poniéndose los tres al comando de sendas unidades Ford Focus I. Su continuidad en el TC 2000 se vería seriamente afectada, teniendo pocas participaciones y compitiendo sucesivamente en tres equipos. Ese año, había arrancado con el DP-1 Team para luego detener su actividad provisoriamente. Su parate finalizaría al ser convocado por el equipo Desarrollo Tecnológico Argentino, que lo puso al volante de un Chevrolet Astra, pero nuevamente no conseguiría continuidad. Finalmente terminaría recalando en el equipo Fineschi Racing, donde compitió a bordo de una unidad Honda Civic VII, cerrando el año en esta escudería. Sus actuaciones lo llevaron a ser confirmado para el 2008 siguiente, en ese equipo.
En 2009, nuevamente sería convocado por el equipo DTA para tripular nuevamente una unidad Chevrolet Astra. En este año, el equipo DTA pelearía por la Copa TC 2000 para pilotos privados, teniendo como candidato al compañero de Ventana Fabián Yannantuoni. En este torneo, Ventana asumiría el papel de escudero, logrando finalmente que Yannantuoni consiga el subcampeonato.
Finalmente, la carrera de Santiago Ventana daría un salto de calidad en el año 2010, al ser convocado por primera vez por un equipo oficial de TC 2000. En ese año el Equipo Petrobras (escudería que representaba oficialmente a la mencionada petrolera y que mantuviera viva la llama de la marca Honda, retirada del TC 2000 el año anterior), convocaría a Ventana para tripular una de sus unidades Honda New Civic, siendo esta la primera incursión del piloto de San Isidro en un equipo oficial. Sin embargo, a pesar de su ascenso, su presencia se vería opacada por la de sus compañeros de equipo, entre los que se destacaban José María López y Leonel Pernía, dupla que se obtuviera el campeonato y subcampeonato de pilotos el año anterior.

## Trayectoria
- 2004: Karting
- 2005: Fórmula Renault Argentina[3]
- 2006: Fórmula Renault Argentina

Copa Mégane
Debut en TC 2000 (Ford Focus)
- 2007: TC 2000 (Ford Focus, Chevrolet Astra, Honda Civic)
- 2008: TC 2000 (Honda Civic)[6]
- 2009: TC 2000 (Chevrolet Astra)[7]
- 2010: TC 2000 (Honda New Civic)
- 2011: Turismo Nacional Clase 3 (Peugeot 307)[8]
- 2012: Top Race Series V6 (Ford Mondeo III)[9]

## Datos estadísticos
- Debut oficial: 2005 en Fórmula Renault Argentina
- Carreras corridas: 71
- Victorias: 0
- Podios: 1
- Poles: 0
- Records de vuelta: 0

## Resultados

### Turismo Competición 2000
| Año  | Equipo                | Auto               | 1   | 2   | 3   | 4   | 5   | 6   | 7   | 8   | 9   | 10  | 11  | 12  | 13  | 14  | Res. | Puntos |
| ---- | --------------------- | ------------------ | --- | --- | --- | --- | --- | --- | --- | --- | --- | --- | --- | --- | --- | --- | ---- | ------ |
| 2007 |                       |                    | CR  | GR  | BB  | SMM | SJU | SP  | AG  | SFE | SRA | VIE | BA  | OBE | SL  | PDE | 22°  | 8      |
| 2007 | Nico Kern Racing Car  | Ford Focus I       | Ret | Ret | 18  | 20  |     |     |     |     |     |     |     |     |     |     | 22°  | 8      |
| 2007 | DTA                   | Chevrolet Astra II |     |     |     |     |     |     | Ret | Ret | Ret | Ret | 5   |     |     |     | 22°  | 8      |
| 2007 | Honda Racing Italcred | Honda Civic VII    |     |     |     |     |     |     |     |     |     |     |     | Ret | Ret | Ret | 22°  | 8      |
| 2008 |                       |                    | PAR | SAL | GR  | SFE | SJU | RES | AG  | BA  | OBE | TRH | VIE | SMM | PDF | PDE | 19°  | 5      |
| 2008 | Fineschi Racing       | Honda Civic VII    | 14  | Ret |     |     |     |     |     |     |     |     |     |     |     |     | 19°  | 5      |
| 2008 | Fineschi Racing       | Honda Civic VIII   |     |     | 10  | 8   | Ret | Ret | Ret | 13  | Ret |     | 17  | 15  | NL  |     | 19°  | 5      |
| 2009 |                       |                    | AG  | GR  | OBE | SMM | TRH | RES | BA  | CEN | SFE | SFE | SJU | SJU | PDF |     | 24°  | 5      |
| 2009 | DTA                   | Chevrolet Astra II | NL  | Ret | 7   | 24† | 24† | 15  | Ret | Ret | 10  | 12  | 24† | Ret | Ret |     | 24°  | 5      |
| 2010 |                       |                    | PDE | SMM | GR  | AG  | RES | TRH | LR  | SFE | SFE | CEN | OBE | BA  | PDF |     | 16°  | 20     |
| 2010 | Equipo Petrobras      | Honda Civic VIII   | 7   | 14  | 14  | 5   | 19  | 9   | 10  | Ex. | 8   | Ret | 12  | 12  | Ret |     | 16°  | 20     |

#### Copa de Pilotos Privados
| Año  | Equipo | Auto               | 1  | 2   | 3   | 4   | 5   | 6   | 7   | 8   | 9   | 10  | 11  | 12  | 13  | Res. | Puntos |
| ---- | ------ | ------------------ | -- | --- | --- | --- | --- | --- | --- | --- | --- | --- | --- | --- | --- | ---- | ------ |
| 2009 |        |                    | AG | GR  | OBE | SMM | TRH | RES | BA  | CEN | SFE | SFE | SJU | SJU | PDF | 8°   | 16     |
| 2009 | DTA    | Chevrolet Astra II | NL | Ret | 1   | 14† | 13† | 4   | Ret | Ret | 3   | 4   | 13† | Ret | Ret | 8°   | 16     |

#### Copa Endurance Series
| Año  | Equipo           | Auto               | 1   | 2   | 3   | Res. | Puntos |
| ---- | ---------------- | ------------------ | --- | --- | --- | ---- | ------ |
| 2009 |                  |                    | TRH | BA  | PDF | -    | 0      |
| 2009 | DTA              | Chevrolet Astra II | 24† | Ret | Ret | -    | 0      |
| 2010 |                  |                    | TRH | CEN | BA  | 20°  | 2      |
| 2010 | Equipo Petrobras | Honda Civic VIII   | 9   | Ret | 12  | 20°  | 2      |

### TC 2000
| Año  | Equipo         | Auto           | 1    | 2    | 3    | 4    | 5     | 6     | 7     | 8     | 9      | 10     | 11     | 12     | 13    | 14    | 15  | 16 | 17  | 18  | 19   | 20   | 21    | 22    | Res. | Puntos    |
| ---- | -------------- | -------------- | ---- | ---- | ---- | ---- | ----- | ----- | ----- | ----- | ------ | ------ | ------ | ------ | ----- | ----- | --- | -- | --- | --- | ---- | ---- | ----- | ----- | ---- | --------- |
| 2020 |                |                | AG I | AG I | BA I | BA I | BA II | BA II | AG II | AG II | AG III | AG III | BA III | BA III | BA IV | BA IV | RC  | RC | PAR | PAR | BA V | BA V | BA VI | BA VI | 8°   | 179 (180) |
| 2020 | JM Motorsport  | Ford Focus III | 9    | 9    |      |      |       |       |       |       |        |        |        |        |       |       |     |    |     |     |      |      |       |       | 8°   | 179 (180) |
| 2020 | Escudería Fela | Ford Focus III |      |      | 3    | 2    | 3     | 2     | 7     | Ret   | Ret    | NL     | 9      | Ret    | 2     | 3     | Ret | 5  | 4   | 1   | 12   | Ret  |       |       | 8°   | 179 (180) |

## Fuente consultada
- Ficha de Santiago Ventana (enlace roto disponible en Internet Archive; véase el historial, la primera versión y la última).
- Santiago Ventana en Driver DataBase
- Trayectoria resumida (enlace roto disponible en Internet Archive; véase el historial, la primera versión y la última).